# Monte Schlacko (Siegen)
Der Monte Schlacko, im Volksmund auch Fujijama (vgl. Fujiyama) genannt, ist eine 373,8 m ü. NHN hohe Erhebung, die sich im Siegener Stadtteil Geisweid befindet. Die Bezeichnung "Fujiyama" bezieht sich auf die dem gleichnamigen japanischen Vulkan ähnelnde Kegelform des Bergs.
Es handelt sich um eine ab 1900 künstlich aufgeschüttete Schlackenhalde der früheren Bremer Hütte. Inoffiziell gilt die Halde als der höchste „Berg“ Siegens und als Wahrzeichen von Geisweid.
Zwischen Siegen-Geisweid und Kreuztal existieren noch weitere, ähnlich hohe Schlackenhalden. 

## Geographie

### Lage
Der Monte Schlacko liegt nördlich der Kernstadt von Siegen in der Gemarkung des Stadtteils Geisweid. Nach Osten leitet die Landschaft durch die Gemarkung des bis an die Halde reichenden Stadtteils Weidenau mit der Universität Siegen zur Sieg über, in die 1,8 km südlich der Halde die im Westen fließende Ferndorf mündet. Im Norden schließt sich jenseits von Steinbrüchen das Tal der in die Ferndorf mündenden Setze an.
Am Gerhart-Hauptmann-Weg, einer Wohngebietsstraße in Weidenau, beginnt ein Pfad, der zum Gipfel des Monte Schlacko führt. Der Pfad ist durch die Bebauung eines Grundstücks seit 2021 nicht mehr zugänglich. Im Wald der Halde beginnt ein weiterer Pfad, der die Verlängerung der am Haardter Berg (380 m) beginnenden Haardter-Berg-Straße bildet.

### Naturräumliche Zuordnung
Der Monte Schlacko gehört in der naturräumlichen Haupteinheitengruppe Süderbergland (Nr. 33), in der Haupteinheit Siegerland (331) und in der Untereinheit Nordsiegerländer Bergland (331.0) zum Naturraum Nördliches Siegener Bergland (331.01). Nach Westen, Süden und Osten fällt die Landschaft in den Naturraum Siegener Kessel (331.03) ab.

## Geschichte
Während der Betriebszeit der Bremer Hütte wurde mittels einer Seilbahn die Schlacke von den Hochöfen weg transportiert und auf einer Halde am Hang des Haardter Bergs abgekippt. Im Verlauf von Jahrzehnten wuchs der etwa 550 m südwestlich befindliche Monte Schlacko zu seiner heutigen Größe. Ein paar zur Seilbahn gehörige Eisenpfeiler sind als Überreste heute noch auf der Gipfelregion vorhanden.

## Natur

### Schutzgebiete
Auf dem Monte Schlacko liegen Teile des Naturschutzgebiets (NSG) Schlackenhalde Monte Schlacko (CDDA-Nr. 389890; 2008 ausgewiesen; 13,03 ha groß). An das NSG schließen sich nördlich, westlich und südlich Teile des Landschaftsschutzgebiets Siegen (CDDA-Nr. 390075; 2008; 75,9459 km²) an.

### Kontroverse: Denkmalschutz
Im November 2012 wurde der Monte Schlacko von der Stadt Siegen unter Denkmalschutz gestellt. Im Mai 2014 wurde dies aufgrund einer erfolgreichen Klage der Deutschen Edelstahlwerke mit der Begründung wieder aufgehoben, dass die Halde keine bauliche Anlage sei, die in planvoller Absicht entstanden sei und sie überdies für das Unternehmen einen wirtschaftlichen Wert habe.

### Fauna und Flora
Auf der bewaldeten Nordseite des Monte Schlacko leben aufgrund des schwermetallhaltigen Bodens einige seltene Tiere. Auch rare Pflanzen gedeihen dort. Deshalb gehört auch dieser Haldenteil zum Naturschutzgebiet Schlackenhalde Monte Schlacko (siehe Abschnitt Schutzgebiete). Ansonsten weist die Halde aufgrund des nährstoffarmen, schwermetallhaltigen Bodens nur spärlichen bis gar keinen Bewuchs auf. Dies führte dazu, dass ab 1977 versucht wurde, auch die Südseite über eine Ringleitung zu bewässern und zu begrünen. Der beabsichtigte Erfolg dieser 500.000 DM teuren Maßnahme stellte sich nicht ein.

## Sonstiges
Im Rahmen der Aktion „Kunstsommer“ wurde der Monte Schlacko am 23. August 2010 von der Siegener Künstlerin Andrea Freiberg mithilfe von 400 Stahlnägeln vorübergehend mit dem Schriftzug DHOLLYWOO versehen. Eigentlich sollte wie in Hollywood bei Los Angeles der Schriftzug „HOLLYWOOD“ auf dem Berg stehen. Während des Anbringens der Buchstaben stellte sich allerdings heraus, dass der letzte Buchstabe von Gebüsch verdeckt worden wäre. Kurzerhand entschloss sich die Künstlerin im Rahmen der „künstlerischen Freiheit“, das „D“ einfach an den Anfang zu setzen. So wurde aus „HOLLYWOOD“ „DHOLLYWOO“. Der größte Buchstabe, das „W“, war 2,80 m breit und 3,85 m hoch. Gesponsert wurde diese Aktion von der Deutschen Edelstahlwerke Specialty Steel, auf deren Firmengelände die Halde sich befindet.
Im Jahre 2012 stand der Monte Schlacko im Zentrum einer Werbekampagne der FOM – Hochschule für Oekonomie und Management mit dem Titel „Siegen bietet mehr als den Monte Schlacko!“.
In einer Nacht- und Nebelaktion wurde auf dem Monte Schlacko im Dezember 2017 das Wort „KLAFELD“ angebracht. Die Konstruktion war 9,6 m breit und 1,54 m hoch und sollte die Aufmerksamkeit auf den nach Meinung vieler in den letzten Jahren vernachlässigten Stadtteil lenken. Drei Wochen später, in der Nacht vom 12. auf den 13. Januar, wurde der Schriftzug von Unbekannten beschädigt. Buchstaben wurden gestohlen oder so beschädigt, dass nur noch das Wort „KAFF“ zu lesen war. Unter anderem wegen des betriebenen Vandalismus und aus Sicherheitsbedenken forderten die Deutschen Edelstahlwerke die Initiative „The Klafeld Project“ auf, den Schriftzug auf ihrem Gelände bis spätestens zum 31. Januar 2018 komplett zu entfernen.